# Stará vodárna (Polančice)
Stará vodárna (studna) je pramen krytý zděnou stavbou s obloukovou klenbou, který se nachází v katastru obce Olbramice, poblíž pravého břehu potoka Polančice v údolí Polančice pod kopcem Podklan ve Vítkovské vrchovině (subprovincie pohoří Nízký Jeseník) v okrese Ostrava-město v Moravskoslezském kraji. Pramen již neslouží jako zdroj pitné vody a jeho stavba je poničená.

## Další informace
O výstavbu staré vodárny se zasloužil Ludvík Kunz, který byl starostou Klimkovic v letech 1899–1911. Za jeho působení v úřadu se postavil nový městský vodovod, do kterého se přiváděla voda ze staré vodárny.
Stará vodárna se nachází poblíž rozcestníku turistických značek „U staré vodárny“.
V okolí se nachází několik studánek, které udržují skauti z Junáka Klimkovice (Liduščiny studánky, studánka V Pekelném dole, Kouzelná studánka, studánka Pod Chmelníkem).
Architektura je částečně podobná jako u Rothschildových studní u Hlučína.